# Amerohelea galindoi
Amerohelea galindoi är en tvåvingeart som beskrevs av Eileen D. Grogan och Wirth 1981. Amerohelea galindoi ingår i släktet Amerohelea och familjen svidknott.
Artens utbredningsområde är Colombia. Inga underarter finns listade i Catalogue of Life.